# Tempest 2000
Tempest 2000 é um jogo para o Atari Jaguar lançado em 1994 como um remake feito por Jeff Minter do jogo Tempest feito por Dave Theurer para arcade de 1981.

## O jogo
Tempest 2000 possui jogabilidade diferente do jogo que o originou, Tempest, adicionando fases de bonus, power ups coletáveis, inimigos diferentes e mais sofisticados e fases desenhadas de maneira muito superior.
O jogo contém um total de 100 tipos de fases, com novos frames e cores variando a cada 15 níveis. Em todas versões, o progresso do jogador é salvo a cada dois níveis, e os jogadores podem continuar do ponto onde pararam, uusando passwords (no jogo é chamado de key) para retornar do ponto onde o jogo foi salvo.
Power ups aparecem no jogo como pequenas polígonos flutuantes que aparecem após os inimigos serem destruídos, flutuando até o jogador. Obtendo estes power 'ups, o jogador ativará novas capacidades da nave:
- Particle Laser - Laser de partículas
Particle Laser aumenta o poder de fogo dos disparos da nave e permite ao jogador destruir armadilhas mais facilmente.
- Points - Ponyos
Com certos power ups, o jogador ganha 2000 pontos.
- Jump - Pulo
Permite ao jogador pular para fora da "teia" da fase, útil para esquivar-se de inimigos que viajam ao longo da margem da teia e escapar do ataque dos pulsars.
- A.I. Droid
Um navio polígonal autônomo aparece flutuando na teia e atira inimigos.
- Warp Token
Colete três destes símbolos para jogar em um estágio de bônus onde o jogador completa a teia onde está.
- Outta Here!
Coletando este power up o jogador destruirá todos os inimigos na fase e pula para o próximo nível.

Se um power-up é coletado quando o jogador começa a destruir a teia, ele aumenta consideravelmente a intensidade do som de uma mulher dizendo "Yes! Yes! Yes!" que é todado, e o primeiro power-up na fase seguinte será o A.I. Droid.

## Outras plataformas
Tempest 2000 foi não oficialmente lançado para outras plataformas como PC rodando em MS-DOS, Macintosh, Sega Saturn e Playstation. Mais tarde também teve uma versão com muitas mudanças de sesing chamada Tempest X3. Interplay lançou uma versão para Windows posteriormente.
A versão para MS-DOS contém opcionais versões de música AdLib e Roland MT-32 A versão para Windows foi renderizada em alta resolução, e possui alguns bugs únicos, como os pontos dos níveis de bônus serem contados errados.
A versão do Sega Saturn, programada pela High Voltage Software, usa uma limitada soma de canais de som, causando um som escasso. O terceiro tipo de níveis de bônus foi completamente removida.
Tempest X3, a versão de PlayStation, foi lançada em 30 de novembro de 1996, com atualizações de som e gráfico. Todavia, a jogabilidade é diferente da versão original de Tempest 2000, identificada por Jeff Minter em um post em Maio de 2008 na Usenet
- O AI Droid somente segue o jogador, ao invés de agir automaticamente. Um novo, "Super A.I. Droid". um novo power-up corrige isso, mas demora muito a aparecer no jogo e consequentemente ser coletado pelo jogador.
- Pulsars movem-se muito mais devagar ao redor do topo da teia se eles chegarem ao topo da teia (preferivelmente do que eletrificar todo o topo da tela no momento em que eles chegam).
- O Particle Laser é muito menos eficiente que o laser normal contra os Skikes (no original, eles são destruídos mais rapidamente).
- Alguns dos itens de pontos que ficavam grudados na teia foram removidos.

Entrando-se com o nome "YIFF!" na tela de esxores será ativado um modo secreto, permitindo ao jogador escolher jogar o Tempest 2000 original; mas, alguns escores altos neste modo não são salvos, a música (capturada do módulo wave original) é abafada e os efeitos sonoros do Particle Laser contra os Spikes não foram restaurados do jogo original.
A versão Tempest X3 do Playstation  inclui suporte para o controle rotativo da Nanco neGcon.
Jeff Minter retornou ao gênero original com Tempest 3000 e novamente com Space Giraffe

## Crítica favorável
Tempest 2000 foi iniclamente rejeitado pelo criador do Atari Jaguar, mas foi considerado um dos melhores jogos do Jaguar O jogo foi muito bem recebido pela crítica nas revista de vídeo game como GamePro, Electronic Gaming Monthly (ganhou o título da EGM de jogo do mês) e Diehard GameFan. A crítica também elogiou muito a intensidade da trilha sonora Techno do jogo. Um CD vendido separamante com a trilha sonora do jogo; essa base foi adotada em todas conversões de jogo que viriam.

## Música
A versão original da trilha sonora do jogo para Jaguar foi criada por Ian Howe, Alastair Lindsay e Kevin Saville[carece de fontes?] of Imagitec Design Inc. (AKA Dream Weavers), que criaram a trilha sonora para Jeff Minters no jogo Defender 2000 para Atari Jaguar.
Estas músicas foram compostas no Commodore Amiga utilizando o formato de arquivos MOD, embora as outras versões lançadas utilizavam música de CD. Na época do lançamento, a trilha sonora do jogo também podia ser comprada em CD diretamente da Atari.
A versão em CD-ROM para Windows também incluia as músicas no formato CD, que podiam ser tocadas no drive de CD-ROM durante o jogo. Este CD podia ser tocado em um tocador de CD comum, mas a Atari não avisava isso, e vendia o CD apenas como um adicional no pacote do jogo.

## Músicas da trilha sonora
- Thermal Resolution
- Mind's Eye
- T2K
- Ease Yourself
- Tracking Depth
- Constructive Demolition
- Future Tense
- Digital Terror
- Hyper Prism
- Glide Control
- Ultra Yak
- 2000 Dub

## Controlerotarydo Jaguar
Este era um controle opcional do tipo rotary (similar ao controle do arcade Tempest) do jogoTempest 2000 no Atari Jaguar, mas havia dois obtáculos:
- O menu de opções deveria ser destravado segurando o botão Pause no controle 1 e no controle 2 ao mesmo tempo.
- Atari nunca fabricou um controle rotary para o Jaguar. Como um controle foi planejado para ser desenvolvido e vendido pela Atari, mas não existem protótipos deste controle. Todavia, vários opções foram desenvolvidas por fãs utizando partes do controle original do Jaguar e também partes do controle original Atari 2600 e também, controles rotary de alta precisão.

## Recepção do mercado
Tempest 2000 foi escolhido o melhor jogo do Jaguar em 1994 pela revista EGM.